# Биология и сексуална ориентация
Взаимоотношението между биология и сексуална ориентация е обект на изследване. Не е демонстрирана проста и уникална детерминанта на сексуалната ориентация. Различни изследвания посочват различни, дори противоречиви позиции, но учените предполагат, че комбинация от генетични, хормонални и социални фактори определят сексуалната ориентация.
Биологичните теории за обяснение на причините за сексуалната ориентация са предпочитани от експертите и включват сложно взаимодействие между генетични фактори, ранно вътреутробно развитие и мозъчна структура. Тези фактори, които могат да са свързани с развитието на хетеросексуалната, хомосексуалната, бисексуалната и асексуалната сексуални ориентации, включват гени, пренатални хормони и мозъчна структура.

## Емпирични изследвания

### Изследвания на близнаци
Редица изследвания на близнаци се опитват да сравнят относителната значимост на генетиката и природната среда в детерминацията на сексуалната ориентация. В изследване от 1991 г., Бейли и Пилар извършват изследване на близнаци, събрани от „хомофилни публикации“ и откриват, че 52% от едноячните близнаци-братя (от които 59 са разпитани) и 22% от двуячните близнаци са конкордантни за хомосексуалност (тоест връзка между ориентацията и близнаците). В изследване на 61 двойки близнаци, изследователите откриват, че сред техните предимно мъжки обекти ниво на конкордантност от 66 % за едноячните близнаци и 30 % сред двуячните близнаци. През 2000 Бейли, Дън и Мартин изследват голяма извадка от 4901 австралийски близнаци, но съобщават за по-малко от половината от нивото на конкордантност. Те откриват 20% конкордантност при едноячни близнаци от мъжки пол и 24% конкордантност за едноячни близнаци от женски пол. Когато има съмнение чрез въпросник са изследвани допълнително сексуалната привлекателност, фантазията и поведение, а чрез серологично е тествана зиготността. Други изследователи подкрепят биологичните причини за мъжката и женската сексуална ориентация.
Беърман и Брюкнер (2002) критикуват ранните изследвания, концентриращи се върху малки, избирателни извадки и нерепрезентативната селекция на техните субекти. Те изследват 289 двойки идентични близнаци (едноячни или от една оплодена яйцеклетка) и 495 двойки двуячни близнаци или от две оплодени яйцеклетки и откриват ниво на конкордантност за привличане към същия пол само от 7,7% за мъжки близнаци и 5,3% за близначки, модел, който казват, че „не предполага генетично влияние, независимо от социалния контекст“.
Изследване от 2010 г. на всички възрастни близнаци в Швеция (повече от 7600 близнаци) открива, че сексуалното поведение към същия пол се обяснява чрез наследствени фактори и индивидуално специфични фактори на обкръжението (като пренатална среда, преживяване на болест и травма, както и с група на връстниците и сексуални преживявания), докато влиянията на споделените променливи като фамилна среда и социални нагласи са с по-слаб, но значим ефект. Жените показват статистически незначителни традиции към по-слабо влияние на наследствените ефекти, докато мъжете не показват влияние от споделени ефекти на средата. Използването на всички възрастни близнаци в Швеция е предназначено да отговори на критиките към доброволческите изследвания, в които потенциалната пристрастност към участието на гей близнаци може да повлияе на резултатите.
| „ | Биометричното моделиране разкрива, че, при мъжете, генетичните ефекти се обясняват от .34–.39 от вариацията [на сексуалната ориентация], споделената среда от .00, а индивидуално специфичната среда от .61–.66 от вариацията. Кореспондиращите оценки сред жените са .18–.19 за генетични фактои, .16–.17 за споделена среда и .64–.66 за уникални фактори на средата. Макар широкия доверителен интервал да предполага по-внимателна интерпретацияя, резултатите се съгласуват с умерени, главно генетични, семейни ефекти и умерени до големи ефекти от несподелена среда (социална и биологична) на сексуалното поведение към същия пол. | “ |